# باربرا ألبرت
باربرا ألبرت (بالألمانية: Barbara Albert)‏ هي كيميائية ألمانية، ولدت في 9 ديسمبر 1966 في باد غودزبرغ في ألمانيا.